# Danh sách giải thưởng và đề cử của Huệ Anh Hồng
Huệ Anh Hồng (sinh ngày 2 tháng 2 năm 1960) là nữ diễn viên, người dẫn chương trình người Hồng Kông. Bà là Ảnh hậu Kim Tượng đầu tiên (1982), và còn lên ngôi 2 lần nữa vào năm 2010 và 2017. Cũng trong năm 2017, bà trở thành Ảnh hậu Kim Mã với vai chính trong phim điện ảnh Huyết Quan Âm - bộ phim của đạo diễn Đài Loan Yang Ya-che đã áp đảo giải Kim Mã, đoạt danh hiệu danh giá Phim hay nhất.
Kể từ đó, Huệ Anh Hồng đã thể hiện rất nhiều vai diễn trên màn ảnh và truyền hình và gặt hái được nhiều thành công. Cô là người khai mạc và ba lần nhận được Giải thưởng Điện ảnh Hồng Kông cho Nữ diễn viên chính xuất sắc nhất. Vai diễn người mẹ của cô trong bộ phim At the End of Daybreak năm 2009 đã giành được giải thưởng diễn xuất tại Giải thưởng Điện ảnh Hồng Kông, Giải thưởng Hiệp hội phê bình phim Hồng Kông, Liên hoan phim Trường Xuân, Kinh tuyến Thái Bình Dương, Giải thưởng Điện ảnh Châu Á và Giải Kim Mã. Trong những năm tiếp theo, cô tiếp tục giành được nhiều danh hiệu diễn xuất khắp Châu Á Thái Bình Dương từ các vai diễn điện ảnh, khiến cô trở thành một trong những nữ diễn viên Hồng Kông nổi tiếng nhất.

## Giải thưởng tại Trung Quốc, Hồng Kông và Đài Loan

### Giải Bách Hoa - Hundred Flowers Awards
| Lần | Năm  | Hạng Mục                         | Tác Phẩm Đề Cử        | Kết Quả |
| --- | ---- | -------------------------------- | --------------------- | ------- |
| 35  | 2020 | Nữ diễn viên chính xuất sắc nhất | My People, My Country | Đề cử   |

### Giải Hoa Đỉnh - Huading Awards
| Lần | Năm  | Hạng Mục                         | Tác Phẩm Đề Cử | Kết Quả   |
| --- | ---- | -------------------------------- | -------------- | --------- |
| 26  | 2019 | Nữ diễn viên chính xuất sắc nhất | The Defected   | Đoạt giải |
| 26  | 2019 | Top Ten Favorite Actors          | The Defected   | Đoạt giải |

### Giải Kim Kê - Golden Rooster Awards
| Lần | Năm  | Hạng Mục                         | Tác Phẩm Đề Cử  | Kết Quả |
| --- | ---- | -------------------------------- | --------------- | ------- |
| 36  | 2023 | Nữ diễn viên chính xuất sắc nhất | Love Never Ends | Đề cử   |

### Giải Kim Mã - Golden Horse Awards
| Lần | Năm  | Hạng Mục                         | Tác Phẩm Đề Cử                           | Kết Quả   | Ghi Chú |
| --- | ---- | -------------------------------- | ---------------------------------------- | --------- | ------- |
| 40  | 2003 | Nữ diễn viên phụ xuất sắc nhất   | Night Corridor                           | Đề cử     |         |
| 46  | 2009 | Nữ diễn viên phụ xuất sắc nhất   | At the End of Daybreak                   | Đoạt giải |         |
| 48  | 2011 | Nữ diễn viên phụ xuất sắc nhất   | A Chinese Ghost Story                    | Đoạt giải | [ 2 ]   |
| 54  | 2017 | Nữ diễn viên chính xuất sắc nhất | The Bold, the Corrupt, and the Beautiful | Đoạt giải | [ 3 ]   |
| 55  | 2018 | Nữ diễn viên phụ xuất sắc nhất   | Tracey                                   | Đề cử     |         |

### Giải Kim Tượng - Hong Kong Film Awards
| Lần | Năm  | Hạng Mục                         | Tác Phẩm Đề Cử         | Kết Quả   |
| --- | ---- | -------------------------------- | ---------------------- | --------- |
| 1   | 1982 | Nữ diễn viên chính xuất sắc nhất | My Young Auntie        | Đoạt giải |
| 21  | 2002 | Nữ diễn viên phụ xuất sắc nhất   | Visible Secret         | Đề cử     |
| 29  | 2010 | Nữ diễn viên chính xuất sắc nhất | At the End of Daybreak | Đoạt giải |
| 31  | 2012 | Nữ diễn viên phụ xuất sắc nhất   | Wu Xia                 | Đề cử     |
| 33  | 2014 | Nữ diễn viên phụ xuất sắc nhất   | Rigor Mortis           | Đoạt giải |
| 34  | 2015 | Nữ diễn viên phụ xuất sắc nhất   | The Midnight After     | Đề cử     |
| 36  | 2017 | Nữ diễn viên chính xuất sắc nhất | Happiness              | Đoạt giải |
| 38  | 2019 | Nữ diễn viên phụ xuất sắc nhất   | Tracey                 | Đoạt giải |

### Giải thưởng Hiệp hội Phê bình phim Hồng Kông - Hong Kong Film Critics Society Awards
| Lần | Năm  | Hạng Mục                         | Tác Phẩm Đề Cử         | Kết Quả   |
| --- | ---- | -------------------------------- | ---------------------- | --------- |
| 16  | 2010 | Nữ diễn viên chính xuất sắc nhất | At the End of Daybreak | Đoạt giải |

### Giải thưởng Thường niên TVB - TVB Anniversary Awards
| Lần | Năm  | Hạng Mục                                               | Tác Phẩm Đề Cử    | Kết Quả   |
| --- | ---- | ------------------------------------------------------ | ----------------- | --------- |
| 43  | 2009 | Nữ diễn viên phụ xuất sắc nhất                         | Xứng danh tài nữ  | Đề cử     |
| 44  | 2010 | Nữ diễn viên phụ xuất sắc nhất                         | Thiết mã tầm kiều | Đề cử     |
| 53  | 2019 | Nữ diễn viên chính xuất sắc nhất                       | The Defected      | Đoạt giải |
| 55  | 2021 | Nữ diễn viên chính xuất sắc nhất                       | Murder Diary      | Đề cử     |
| 55  | 2021 | Nhân vật nữ được yêu thích nhất                        | Murder Diary      | Đề cử     |
| 55  | 2021 | Cặp đôi màn bạc được yêu thích nhất (với Philip Keung) | Murder Diary      | Đề cử     |
| 55  | 2021 | Nữ diễn viên TVB được yêu thích nhất tại Malaysia      | Murder Diary      | Đề cử     |

### Giải thưởng Truyền thông Điện ảnh Trung Quốc - Chinese Film Media Awards
| Lần | Năm  | Hạng Mục                         | Tác Phẩm Đề Cử         | Kết Quả   |
| --- | ---- | -------------------------------- | ---------------------- | --------- |
| 10  | 2010 | Nữ diễn viên chính xuất sắc nhất | At the End of Daybreak | Đoạt giải |
| 17  | 2017 | Nữ diễn viên chính xuất sắc nhất | Happiness              | Đề cử     |

### Liên hoan phim Trường Xuân - Changchun Film Festival
| Lần | Năm  | Hạng Mục                         | Tác Phẩm Đề Cử         | Kết Quả   |
| --- | ---- | -------------------------------- | ---------------------- | --------- |
| 10  | 2010 | Nữ diễn viên chính xuất sắc nhất | At the End of Daybreak | Đoạt giải |

### Liên hoan phim Sinh viên Bắc Kinh - Beijing College Student Film Festival
| Lần | Năm  | Hạng Mục                         | Tác Phẩm Đề Cử | Kết Quả |
| --- | ---- | -------------------------------- | -------------- | ------- |
| 24  | 2017 | Nữ diễn viên chính xuất sắc nhất | Happiness      | Đề cử   |

## Giải thưởng quốc tế
| Year | Award                                   | Category                          | Film / television dramas | Result    |
| ---- | --------------------------------------- | --------------------------------- | ------------------------ | --------- |
| 2010 | 4th Asian Film Awards                   | Nữ diễn viên phụ xuất sắc nhất    | At the End of Daybreak   | Đoạt giải |
| 2010 | Vladivostok International Film Festival | Nữ diễn viên chính xuất sắc nhất  | At the End of Daybreak   | Đoạt giải |
| 2013 | 1st Malaysia's Golden Wau Awards        | Nữ diễn viên phụ xuất sắc nhất    | The Wedding Diary        | Đoạt giải |
| 2017 | 11th Asian Film Awards                  | Nữ diễn viên chính xuất sắc nhất  | Happiness                | Đề cử     |
| 2017 | Macau International Movie Festival      | Nữ diễn viên chính xuất sắc nhất  | Happiness                | Đoạt giải |
| 2017 | 22nd Asian Television Awards            | Nữ diễn viên chính xuất sắc nhất  | Affairs of the Heart     | Đoạt giải |
| 2018 | 12th Asian Film Awards                  | Excellence in Asian Cinema Awards |                          | Đoạt giải |
| 2019 | 13th Asian Film Awards                  | Best Supporting Actress           | Tracey                   | Đoạt giải |
| 2019 | 2nd Asian Academy Creative Awards       | Best Leading Actress (Hong Kong)  | The Defected             | Đoạt giải |